# 澤基·阿姆杜尼
澤基·阿姆杜尼（Zeki Amdouni，2000年12月4日—），土耳其裔瑞士足球運動員，現效力於英超球隊般尼。瑞士國家足球隊成員。

## 國際賽生涯
阿姆杜尼出生於瑞士，父親為土耳其人，母親為突尼西亞人。曾代表瑞士U20和土耳其U21出賽，最終選擇代表瑞士U21出賽。
2024年，阿姆杜尼隨隊出戰2024年歐洲國家盃。

## 資料來源
1. ↑  . FC Basel.   [2 September 2022]. （原始内容存档于2023-06-08）.
2. ↑  . Fanatik.   [2023-07-11]. （原始内容存档于2022-10-03）.
3. ↑  . www.sozcu.com.tr.   [2023-07-11]. （原始内容存档于2022-10-03）.

## 外部連結
- Soccerway資料庫：澤基·阿姆杜尼
- 澤基·阿姆杜尼在 National-Football-Teams.com 上的出场纪录
- SFL Profile （页面存档备份，存于）
- SFV U20 profile （页面存档备份，存于）
- SFV U21 Profile （页面存档备份，存于）